# 上瓦特
上瓦特（德語：Oberwart，德語發音：[ˈoːbɐˌvaʁt] ⓘ）是奧地利布尔根兰州的市镇，位於該國東部平卡河畔，面積36.5平方公里，海拔高度315米，2012年人口7,166，其中六成居民信奉羅馬天主教。

## 友好城市
- 匈牙利松博特海伊

## 外部連結
- http://www.ref-kirche-oberwart.com（页面存档备份，存于）
- http://www.bg-oberwart.at（页面存档备份，存于）